# Du Linshu
Du Linshu (en chino: 杜林澍; 5 de abril de 2003) es un deportista chino que compite en tiro, en la modalidad de rifle. Ganó dos medallas en el Campeonato Mundial de Tiro de 2023, plata en rifle en posición tendida 50 m y bronce en  en rifle en posición tendida 50 m mixto.

## Palmarés internacional
| Campeonato Mundial | Campeonato Mundial | Campeonato Mundial | Campeonato Mundial               |
| Año                | Lugar              | Medalla            | Prueba                           |
| ------------------ | ------------------ | ------------------ | -------------------------------- |
| 2023               | Bakú (Azerbaiyán)  | Medalla de plata   | Rifle en pos. tendida 50 m       |
| 2023               | Bakú (Azerbaiyán)  | Medalla de bronce  | Rifle en pos. tendida 50 m mixto |